# Iosif Chejfic
Iosif Jefimowicz Chejfic (ros. Ио́сиф Ефи́мович Хе́йфиц; ur. 4 grudnia?/17 grudnia 1905 w Mińsku, zm. 24 kwietnia 1995 w Petersburgu) – radziecki reżyser filmowy. Realizował filmy głównie o tematyce komsomolskiej. Nakręcił wiele filmów w tandemie z Aleksandrem Zarchim.

## Życiorys
Ukończył Leningradzkie Technikum Sztuki Ekranowej oraz studia z zakresu historii sztuki. Pracował w wytwórni Sowkino. W 1930 roku razem z Aleksandrem Zarchim założył „Pierwszą Komsomolską Brygadę Reżyserską”.
Jego synami byli: rosyjski scenograf Władimir Swietozarow i reżyser Dmitrij Swietozarow, a także polski operator filmowy – Julian Żejmo (z małżeństwa z aktorką Janiną Żejmo).
Spoczywa pochowany na Cmentarzu Komarowskim w Petersburgu.

## Wybrana filmografia
- 1930: Wiatr w oczy (Ветер в лицо)
- 1933: Moja ojczyzna (Моя Родина)
- 1935: Miłość w czołgu (Горячие денёчки)
- 1936: Delegat floty (Депутат Балтики)
- 1939: Ziemia woła (Член правительства)
- 1954: Wielka rodzina (Большая семья)
- 1960: Dama z pieskiem (Дама с собачкой)
- 1963: Jeden dzień szczęścia (День счастья)
- 1973: Zły dobry człowiek (Плохой хороший человек)
- 1977: Asja (Ася)
- 1979: Pierwsze zamążpójście (Впервые замужем)

## Nagrody i odznaczenia
- Ludowy Artysta ZSRR (1964)
- Order Lenina
- Order Czerwonego Sztandaru Pracy
- Order Przyjaźni Narodów (1985)
- Nagroda Stalinowska (1941, 1946)

Źródło:.